# Changos de Naranjito
Changos de Naranjito sono una franchigia pallavolistica maschile portoricana, con sede a Naranjito: militano nella Liga de Voleibol Superior Masculino.

## Storia
I Changos de Naranjito vengono fondati nel 1940, prendendo parte nei primi anni della loro storia a tornei non professionistici o locali. Con la nascita della FVP nel 1958, la squadra viene inscritta alla LVSM, vincendo subito lo scudetto. Nella stagione 1959 la vittoria dello scudetto arriva a tavolino: i Cafeteros de Yauco per protestare contro il tesseramento di due atleti stranieri da parte dei Changos decidono di non disputare la finale, perdendola a tavolino. Nel campionato successivo arriva un'altra finale, persa contro i Brujos de Guayama.
Sul finale degli anni sessanta i Changos centrano altre quattro finali scudetto consecutive, vincendone tre. Nel corso degli anni settanta, invece, la squadra centra altre quattro finali scudetto, perdendole tutte; in particolare, nella stagione 1972 la finale viene sospesa sul risultato di 2-1 per i Cafeteros de Yauco in casa dei Changos, e già in vantaggio 2-1 nella serie, a causa del lancio di pietre in campo, che ha portato alla decisione di sospendere il campionato.
Tra il 1984 ed il 1993 la franchigia di Naranjito torna a dominare la scena, vincendo otto scudetti su dieci finali disputate, cedendo il passo solo in due occasioni ai Plataneros de Corozal. Ma dal 1995 al 2007 i Changos fanno addirittura meglio: si aggiudicano infatti dieci finali sulle tredici disputate, cedendo il passo solo ai Caribes de San Sebastián, ai Rebeldes de Moca ed i Patriotas de Lares. Nella stagione 2014 la franchigia sceglie di non iscriversi alla LVSM a causa della mancanza di risorse economiche necessarie.
I Changos tornano in campo nella Liga de Voleibol Superior Masculino 2015, terminando il torneo in settima posizione, appena fuori dai play-off: in seguito conquistano il ventiquattresimo titolo nazionale della propria storia al termine della Liga de Voleibol Superior Masculino 2021. Tornano in finale anche nel 2022 e nel 2023, perdendo rispettivamente contro i Mets de Guaynabo e i Caribes de San Sebastián.

## Rosa 2024
| N° | Nome               | Ruolo | Data di nascita   | Nazionalità sportiva |
| -- | ------------------ | ----- | ----------------- | -------------------- |
| 2  | Johansen Negrón    | S     | 27 gennaio 2000   | Porto Rico           |
| 3  | Noel Rodríguez     | O     | 9 giugno 2000     | Porto Rico           |
| 4  | Jorge López        | S     | 6 febbraio 1992   | Porto Rico           |
| 5  | Luis Vega          | S     | 19 giugno 1994    | Porto Rico           |
| 6  | Luis Candelario    | C     | 11 novembre 1988  | Porto Rico           |
| 8  | Ángel Rivera       | C     | 12 maggio 1992    | Porto Rico           |
| 9  | Juan Vázquez       | O     | 23 gennaio 1991   | Porto Rico           |
| 9  | Adrián Iglesias    | S     | 14 febbraio 1998  | Porto Rico           |
| 13 | Roque Nido         | P     | 8 dicembre 1999   | Porto Rico           |
| 14 | Amaury Miranda     | P     | 19 giugno 1996    | Porto Rico           |
| 15 | Jonathan Rodríguez | C     | 16 settembre 1997 | Porto Rico           |
| 17 | Amar Méndez        | C     | -                 | Porto Rico           |
| 18 | Félix Chapman      | O     | 5 ottobre 1996    | Cuba                 |
| 20 | Óscar Fiorentino   | P     | 5 febbraio 1997   | Porto Rico           |
| 23 | Juan Rosa          | L     | 11 agosto 1993    | Porto Rico           |
| 47 | José Pacheco       | L     | 20 marzo 1997     | Porto Rico           |

## Palmarès
- Campionato portoricano: 24

1958, 1959, 1967, 1969, 1970, 1985, 1986, 1988, 1989, 1990,
1991, 1992, 1993, 1995, 1996, 1997, 1998, 2001, 2003, 2004,
2005, 2006, 2007, 2021